# Braniczewo (Bułgaria)
Braniczewo (bułg. Браничево) – wieś w Bułgarii, w obwodzie Szumen, w gminie Kaolinowo. W 2024 roku liczyła 1592 mieszkańców.